# دانيلو فيتالي بريرا
دانيلو فيتالي بريرا (20 يونيو 1986 في البرازيل – )؛ هو لاعب كرة قدم كان يلعب كمهاجم.

## وصلات خارجية
- دانيلو فيتالي بريرا على موقع رابطة كرة القدم اليابانية للمحترفين (اليابانية)
- دانيلو فيتالي بريرا على موقع قاعدة بيانات كرة القدم.إي يو (الإنجليزية)
- دانيلو فيتالي بريرا على موقع Soccerway.com (الإنجليزية)